# Учкун (Баткенская область)
Учкун (кирг. Учкун) — село в Кадамжайском районе Баткенской области Кыргызстана. Административный центр айылного аймака Орозбеков.

## География
Село расположено в восточной части области, на левом берегу реки Шахимардан, на расстоянии приблизительно 5 километров (по прямой) к югу от города Кадамжай, административного центра района. Абсолютная высота — 1183 метра над уровнем моря.

## История
Населённый пункт получил статус села 2 августа 2019 года.

## Население
Согласно оценочным данным Национального статистического комитета Кыргызской Республики, численность населения села на начало 2023 года составляла 1379 человек.
| год     | 2020 | 2021 | 2023 |
| ------- | ---- | ---- | ---- |
| человек | 1263 | 1319 | 1379 |